# Conteneur (virtualisation)
La virtualisation au niveau du système d'exploitation est un paradigme de système d'exploitation (SE) dans lequel le noyau permet l'existence de plusieurs instances d'espace utilisateur isolées, appelées le plus souvent conteneurs (LXC, Solaris containers, Docker, Podman), mais également zones (Solaris containeurs), serveurs privés virtuels (OpenVZ), partitions, environnements virtuels, noyaux virtuels (DragonFly BSD) ou encore prisons (FreeBSD jail ou chroot jail). De telles instances peuvent ressembler à de vrais ordinateurs du point de vue des programmes qui y sont exécutés. Un programme informatique exécuté sur un système d'exploitation ordinaire peut voir toutes les ressources (périphériques connectés, fichiers et dossiers, partages réseau, puissance du processeur, capacités matérielles quantifiables) de cet ordinateur. Cependant, les programmes exécutés à l'intérieur d'un conteneur ne peuvent voir que le contenu du conteneur et les périphériques affectés au conteneur.
Sur les systèmes d'exploitation de type Unix , cette fonctionnalité peut être considérée comme une implémentation avancée du mécanisme chroot standard, qui modifie le dossier racine apparent pour le processus en cours d'exécution et ses enfants. En plus des mécanismes d'isolation, le noyau fournit souvent des fonctionnalités de gestion des ressources pour limiter l'impact des activités d'un conteneur sur d'autres conteneurs. Les conteneurs Linux sont tous basés sur les mécanismes de virtualisation, d'isolation et de gestion des ressources fournis par le noyau Linux, notamment les espaces de noms Linux et les cgroups.
Le terme conteneur, bien qu'il se réfère le plus souvent aux systèmes de virtualisation au niveau du système d'exploitation, est parfois utilisé de manière ambiguë pour désigner des environnements de machines virtuelles plus complets fonctionnant à des degrés divers de concert avec le système d'exploitation hôte, par exemple les conteneurs Hyper-V de Microsoft.

## Opération
Sur les systèmes d'exploitation ordinaires pour ordinateurs personnels, un programme informatique peut voir (même s'il ne peut pas y accéder) toutes les ressources du système. Ce qui inclut :
1. Les capacités matérielles pouvant être utilisées, telles que le processeur et la connexion réseau
2. Les données pouvant être lues ou écrites, telles que des fichiers, des dossiers et des partages réseau
3. Les périphériques connectés avec lesquels il peut interagir, tels qu'une webcam, une imprimante, un scanner ou un fax

Le système d'exploitation peut être en mesure d'autoriser ou de refuser l'accès à ces ressources en fonction du programme qui les demande et du compte d'utilisateur dans le contexte duquel il s'exécute. Le système d'exploitation peut également masquer ces ressources, de sorte que lorsque le programme informatique les énumère, elles n'apparaissent pas dans les résultats de l'énumération. Néanmoins, le programme informatique a interagi avec ces ressources par le biais du système d'exploitation.
Avec la conteneurisation, il est possible d'exécuter des programmes dans des conteneurs, auxquels seule une fraction de ces ressources sont allouées. Un programme qui s'attend à voir l'ensemble de l'ordinateur, une fois exécuté à l'intérieur d'un conteneur, ne peut voir que les ressources allouées et, de son point de vue, ce sont les seules disponibles. Plusieurs conteneurs peuvent être créés sur chaque système d'exploitation, à chacun desquels un sous-ensemble des ressources de l'ordinateur est alloué. Chaque conteneur peut contenir n'importe quel nombre de programmes informatiques. Ces programmes peuvent s'exécuter simultanément ou séparément, et peuvent même interagir les uns avec les autres.
La conteneurisation présente des similitudes avec la virtualisation des applications : dans cette dernière, un seul programme informatique est placé dans un conteneur isolé et l'isolation ne s'applique qu'au système de fichiers.

## Usages
La conteneurisation est couramment utilisée dans les environnements d'hébergement virtuel, où elle est utile pour allouer en toute sécurité des ressources matérielles finies entre un grand nombre d'utilisateurs qui ne peuvent pas nécessairement se faire confiance. Les administrateurs système peuvent également l'utiliser pour consolider le matériel du serveur en déplaçant les services sur des hôtes distincts dans des conteneurs sur le même serveur.
D'autres scénarios typiques incluent la séparation de plusieurs programmes pour séparer les conteneurs pour une sécurité améliorée, l'indépendance du matériel et des fonctionnalités de gestion des ressources supplémentaires. La sécurité améliorée fournie par l'utilisation d'un mécanisme chroot est cependant loin d'être à toute épreuve. Les implémentations de virtualisation au niveau du système d'exploitation capables de migration dynamique peuvent également être utilisées pour l'équilibrage de charge dynamique des conteneurs entre les nœuds d'un cluster.

### Meilleure utilisation des ressources
La conteneurisation nécessite généralement moins de ressources que la virtualisation complète, car les programmes des partitions virtuelles au niveau du système d'exploitation utilisent l'interface d'appel système normale du système d'exploitation et n'ont pas besoin d'être soumis à une émulation ou d'être exécutés dans une machine virtuelle intermédiaire, comme c'est le cas cas avec la virtualisation complète (telle que VMware ESXi, QEMU ou Hyper-V ) et la paravirtualisation (telle que Xen ou Linux en mode utilisateur ). Cette forme de virtualisation ne nécessite pas non plus de support matériel pour des performances efficaces.

### Souplesse
La conteneurisation n'est pas aussi flexible que les autres approches de virtualisation car elle ne peut pas héberger un système d'exploitation invité différent de celui de l'hôte, ou un noyau invité différent. Par exemple, avec Linux, différentes distributions conviennent, mais d'autres systèmes d'exploitation tels que Windows ne peuvent pas être hébergés.
Solaris surmonte partiellement la limitation décrite ci-dessus avec sa fonctionnalité branded zones, qui permet d'exécuter un environnement dans un conteneur qui émule une ancienne version de Solaris 8 ou 9 dans un hôte Solaris 10. Les branded zones Linux (appelées zones de marque "lx") sont également disponibles sur les systèmes Solaris basés sur x86, fournissant un espace utilisateur Linux complet et une prise en charge de l'exécution des applications Linux ; de plus, Solaris fournit les utilitaires nécessaires à l'installation de Red Hat Enterprise Linux 3.x ou CentOS Distributions Linux 3.x à l'intérieur des zones "lx",. Cependant, en 2010, les branded zones Linux ont été supprimées de Solaris; en 2014, ils ont été réintroduits dans Illumos, qui est le fork open source de Solaris, prenant en charge les noyaux Linux 32 bits.

### Stockage
Certaines implémentations fournissent des mécanismes de copie sur écriture au niveau des fichiers. (Le plus souvent, un système de fichiers standard est partagé entre les partitions, et les partitions qui modifient les fichiers créent automatiquement leurs propres copies. ) Ceci est plus facile à sauvegarder, plus économe en espace et plus simple à mettre en cache que les schémas de copie sur écriture au niveau des blocs courants lors de la virtualisation de système entier. La virtualisation de système complet, cependant, peut fonctionner avec des systèmes de fichiers non natifs, et créer et restaurer des instantanés de l'état du système en entier.

## Implémentations
| Nom                              | Système d'exploitation                                           | Licence                                         | Développé activement depuis/entre | Fonctionnalitées                | Fonctionnalitées   | Fonctionnalitées | Fonctionnalitées             | Fonctionnalitées       | Fonctionnalitées | Fonctionnalitées | Fonctionnalitées           | Fonctionnalitées                             | Fonctionnalitées             |
| Nom                              | Système d'exploitation                                           | Licence                                         | Développé activement depuis/entre | Isolation du système de fichier | Copie à l'écriture | Quotas de disque | Limitation du taux d'E/S     | Limitations de mémoire | Quotas CPU       | Isolation réseau | Virtualisations imbriquées | Contrôle de partition et migration à chaud   | Isolation des droits root    |
| -------------------------------- | ---------------------------------------------------------------- | ----------------------------------------------- | --------------------------------- | ------------------------------- | ------------------ | ---------------- | ---------------------------- | ---------------------- | ---------------- | ---------------- | -------------------------- | -------------------------------------------- | ---------------------------- |
| chroot                           | La plupart des systèmes de type Unix                             | Variable                                        | 1982                              | Partiel                         | Non                | Non              | Non                          | Non                    | Non              | Non              | Oui                        | Non                                          | Non                          |
| Docker                           | Linux, FreeBSD, Windows x64 (Pro, Enterprise et Education) macOS | Licence Apache 2.0                              | 2013                              | Oui                             | Oui                | Pas nativement   | Oui (depuis la version 1.10) | Oui                    | Oui              | Oui              | Oui                        | Seleument en version expérimentale avec CRIU | Oui (depuis la version 1.10) |
| Linux-VServer (security context) | Linux, Windows Server 2016                                       | GNU GPLv2                                       | 2001                              | Oui                             | Oui                | Oui              | Oui                          | Oui                    | Oui              | Partiel          | ?                          | Non                                          | Partial                      |
| lmctfy                           | Linux                                                            | Licence Apache 2.0                              | 2013 – 2015                       | Oui                             | Oui                | Oui              | Oui                          | Oui                    | Oui              | Partiel          | ?                          | Non                                          | Partial                      |
| LXC                              | Linux                                                            | GNU GPLv2                                       | 2008                              | Oui                             | Oui                | Partiel          | Partiel                      | Oui                    | Oui              | Oui              | Oui                        | Oui                                          | Oui                          |
| Singularity                      | Linux                                                            | Licence BSD                                     | 2015                              | Oui                             | Oui                | Oui              | Non                          | Non                    | Non              | Non              | Non                        | Non                                          | Oui                          |
| OpenVZ                           | Linux                                                            | GNU GPLv2                                       | 2005                              | Oui                             | Oui                | Oui              | Oui                          | Oui                    | Oui              | Oui              | Partiel                    | Oui                                          | Yes                          |
| Virtuozzo                        | Linux, Windows                                                   | Propriétaire, avec une période d'essai gratuite | 2000                              | Oui                             | Oui                | Oui              | Oui                          | Oui                    | Oui              | Oui              | Partiel                    | Oui                                          | Oui                          |
| Solaris Containers (Zones)       | illumos (OpenSolaris), Solaris                                   | CDDL, Propriétaire                              | 2004                              | Oui                             | Oui (ZFS)          | Oui              | Partiel                      | Oui                    | Oui              | Oui,             | Partiel                    | Partiel                                      | Yes                          |
| FreeBSD jail                     | FreeBSD, DragonFly BSD                                           | Licence BSD                                     | 2000                              | Oui                             | Oui (ZFS)          | Oui              | Oui                          | Oui                    | Oui              | Oui              | Oui                        | Partiel,                                     | Oui                          |
| vkernel                          | DragonFly BSD                                                    | Licence BSD                                     | 2006                              | Oui                             | Oui                | NC               | ?                            | Oui                    | Ouir             | Oui              | ?                          | ?                                            | Oui                          |
| sysjail                          | OpenBSD, NetBSD                                                  | Licence BSD                                     | 2006–2009                         | Oui                             | Non                | Non              | Non                          | Non                    | Non              | Oui              | Non                        | Non                                          | ?                            |
| WPARs                            | AIX                                                              | Propriétaire                                    | 2007                              | Oui                             | Non                | Oui              | Oui                          | Oui                    | Oui              | Oui              | Non                        | Oui                                          | ?                            |
| iCore Virtual Accounts           | Windows XP                                                       | Propriétaire                                    | 2008                              | Oui                             | Non                | Oui              | Non                          | Non                    | Non              | Non              | ?                          | Non                                          | ?                            |
| Sandboxie                        | Windows                                                          | GNU GPLv3                                       | 2004                              | Oui                             | Oui                | Partiel          | Non                          | Non                    | Non              | Partiel          | Non                        | Non                                          | Oui                          |
| systemd-nspawn                   | Linux                                                            | GNU GPLv2.1+                                    | 2010                              | Oui                             | Oui                | Oui,             | Oui,                         | Oui,                   | Oui,             | Oui              | ?                          | ?                                            | Oui                          |
| Turbo                            | Windows                                                          | Propriétaire                                    | 2012                              | Oui                             | Non                | Non              | Non                          | Non                    | Non              | Oui              | Non                        | Non                                          | Oui                          |
| rkt                              | Linux                                                            | Licence Apache 2.0                              | 2014–2018                         | Oui                             | Oui                | Oui              | Oui                          | Oui                    | Oui              | Oui              | ?                          | ?                                            | Oui                          |

Les conteneurs Linux non répertoriés ci-dessus incluent :
- LXD, un wrapper alternatif autour de LXC développé par Canonical [42]
- Podman[43], un remplaçant de Docker
- Charliecloud, un ensemble d'outils de conteneur utilisés sur les systèmes HPC [44]
- La plateforme MicroVM de conteneurs Kata [45]
- Bottlerocket, un système d'exploitation open source basé sur Linux qui est spécialement conçu par Amazon Web Services pour exécuter des conteneurs sur des machines virtuelles ou des hôtes bare metal [46]

1. ↑  Un utilisateur avec les droits root peut facilement quitter le chroot, qui n'a jamais été conçu comme un environnement sécurisé[7].
2. 1 2  Avec le superviseur CFQ, il y a une file séparée par invité.
3. 1 2  La gestion du réseau est isolée, pas la virtualisation.
4. 1 2  Jusqu'à 14 utilisateurs par conteneur, c'est considéré comme sûr. Au delà, on ne peut garantir qu'un processus n'interférera pas avec l'extérieur du conteneur[12].
5. ↑  Les quotas de disque par conteneur sont possibles lorsqu'on utilise des partitions séparées pour chaque conteneur à l'aide de LVM, ou lorsque le système de fichiers hôte sous-jacent est btrfs, auquel cas des sous-volumes btrfs sont automatiquement utilisés.
6. ↑  La limitation d'E/S est supportée avec Btrfs.
7. ↑  isponible depuis le noyau Linux 2.6.18-028stable021. L'implémentation est basée sur l'ordonnanceur d'E/S de disque CFQ, mais c'est un schéma à deux niveaux, donc la priorité d'E/S n'est pas par processus, mais plutôt par conteneur[18].
8. 1 2  Chaque conteneur peut disposer de ses propres adresses IP, règles de pare-feu, tables de routage, etc. Trois schémas de mise en réseau différents sont possibles : basés sur les routes réseaux, les passerelles réseaux, ou l'attribution d'un véritable périphérique réseau à un conteneur.
9. ↑  Des conteneurs Docker peuvent s'éxecuter dans un conteneur OpenVZ[19].
10. ↑  Chaque conteneur peut avoir un accès root sans que cela n'affecte les autres conteneurs[20].
11. ↑  Available since version 4.0, January 2008.
12. ↑  Des conteneurs Docker peuvent s'exécuter dans un conteneur Virtuozzo[22].
13. ↑  Oui, avec illumos[23]
14. ↑  Cf. OpenSolaris Network Virtualization and Resource Control (en).
15. ↑  Uniquement lorsque le niveau supérieur est une zone KVM (illumos) ou une zone kz (Oracle).
16. ↑  À partir de Solaris 11.3 Beta, les Solaris Kernel Zones peuvent utiliser la migration à chaud.
17. ↑  La migration à froid (arrêt, transfert et redémarrage) est implémentée.
18. ↑  Les zones non globales sont limitées de manière à ne pas affecter les autres zones. La zone globale peut administrer les zones non globales[26].
19. ↑  Cf. l'option "allow.quotas" et la section "Jails and File Systems" sur la page de manuel FreeBSD jail.
20. ↑  Available since TL 02[37].